# Barré Glacier
Barré Glacier är en glaciär i Antarktis. Den ligger i Östantarktis. Frankrike gör anspråk på området. Barré Glacier ligger 178 meter över havet.
Terrängen runt Barré Glacier är kuperad åt sydväst, men åt nordost är den platt. Havet är nära Barré Glacier norrut. Trakten är obefolkad. Det finns inga samhällen i närheten.